# Obelisk (Rožmitál)
Obelisk za usedlostí čp. 6 (oficiálně v Památkovém katalogu nazýván jako obelisk se sochami, v roce 1930 ale uvádí Cechner: „Před lety stály kolem něho tesané sochy 4 ročních počasí.“) je plastika v zahradě za domem čp. 6 v broumovské části Rožmitál (okres Náchod). Nechal ji postavit v roce 1806 nebo v roce 1826 Anton Knittel.

## Odkazy

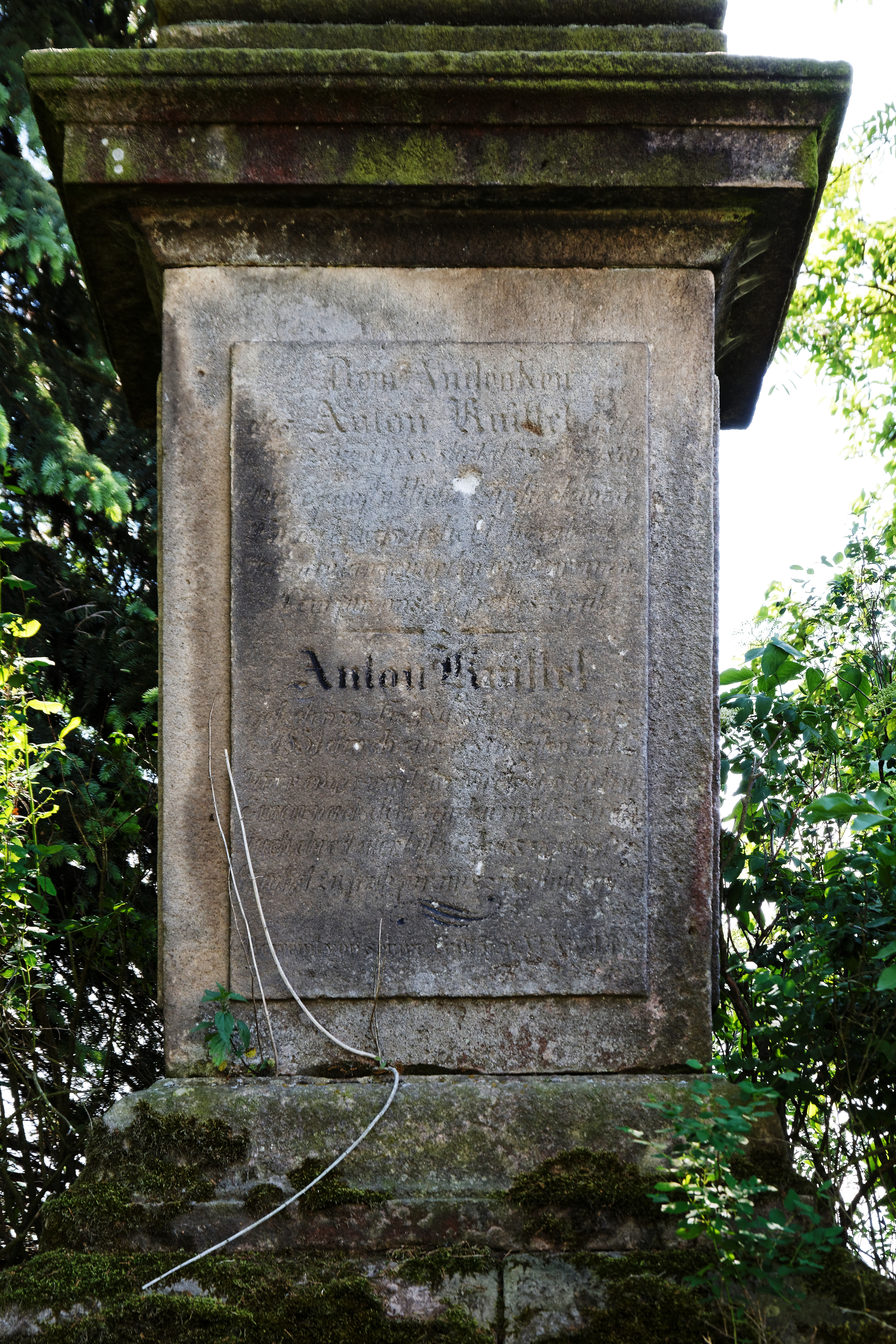
Obelisk v Rožmitálu, detail nápisu